# Carenas
Carenas è un comune spagnolo di 197 abitanti situato nella comunità autonoma dell'Aragona.